# Чмиль, Валерий (эстонский футболист)
Валерий Чмиль (эст. Valeri Tšmil; 8 марта 1966) — советский и эстонский футболист, полузащитник.

## Биография
Воспитанник таллинской ШВСМ. В составе юниорской сборной Эстонской ССР принимал участие в Спартакиадах народов СССР 1983 и 1986 годов. Во взрослом футболе дебютировал в 1983 году, проведя три сезона за таллинский ШВСМ/«Спорт» во второй лиге СССР. С 1985 года проходил военную службу в таллинской «Звезде», с которой в 1986 году стал победителем чемпионата Эстонской ССР среди КФК. Часть сезона 1988 года провёл в составе «Нормы» (Таллин), которая также завоевала титул чемпиона республики. В ходе сезона 1988 года вернулся на уровень соревнований мастеров и ещё полтора года выступал за «Спорт» во второй лиге. В 1990 году вместе со «Спортом» играл в чемпионате Прибалтики.
После распада СССР провёл три сезона в составе «Нормы» в независимом чемпионате Эстонии. Двукратный чемпион (1992, 1992/93) и серебряный призёр (1993/94) чемпионата страны, обладатель (1993/94) и финалист (1992/93) Кубка Эстонии. Сыграл 4 матча в Лиге чемпионов. Затем выступал за «Таллинна Садам», с которым в сезоне 1996/97 стал бронзовым призёром чемпионата страны и обладателем Кубка Эстонии, однако не был твёрдым игроком основного состава. В конце карьеры играл за клуб первой лиги «Олимп» (Маарду).
Всего в высшем дивизионе Эстонии сыграл 56 матчей и забил 14 голов.
Принимал участие в соревнованиях ветеранов (2011).